# Wilhelm Neuß (Politiker)
Wilhelm Neuß (* 3. Juli 1932 in Aachen; † 28. April 2015 in Worms) war ein deutscher Politiker (CDU), Jurist und im Zeitraum von 1977 bis 1987 Oberbürgermeister der Stadt Worms.

## Leben
Wilhelm Neuß, Sohn von Grete Neuß, geborene Niederau, und des Stadtverwaltungsdirektors Fritz Neuß, wurde im Jahr 1932 in Aachen geboren und verbrachte dort auch seine Kindheit und besuchte dort ein Gymnasium.
Es folgte ein Studium der Rechts- und Staatswissenschaften in den Universitätsstädten Würzburg und Köln. Er absolvierte das Assessor-Examen und von 1956 bis 1960 das Referendariat. Von 1961 bis 1964 war er Regierungsassessor. Im Anschluss war er für einen Zeitraum von drei Jahren (1964 bis 1967) Beigeordneter der Stadt Euskirchen, es folgte ein von 1967 bis 1977 währendes Bürgermeisteramt in Betzdorf.
Im Jahr 1977 kam Neuß nach Worms, um das Amt des Oberbürgermeisters zu übernehmen. Vorausgegangen war eine Wahl, in der er sich am 6. Juli 1977 gegen seinen Konkurrenten Gernot Fischer durchsetzen konnte.
In seine Amtszeit fielen die Fertigstellung des Wormser Klinikums und der Beginn der Sanierung der Wormser Altstadt sowie die Umgestaltung der Kämmererstraße in eine Fußgängerzone. Des Weiteren erfolgte unter seiner Zuständigkeit die Erschließung des nördlich von Worms gelegenen Industriegebietes und die Ansiedlung von Betrieben der chemischen Industrie. Des Weiteren fielen der Bau des Wormser Bildungszentrums und des Berufsbildungswerks des DRK, beides an der Von-Steuben-Straße gelegen, in seine Amtszeit.
Neuß trat auch für den Bau der dringend benötigten zweiten Wormser Rheinbrücke ein, genau wie seine Vorgänger und Nachfolger im Amt. Des Weiteren wurde in seiner Amtszeit das Herrnsheimer Schloss renoviert und die Eröffnung des Raschihauses. Anerkennung fand seine Person auch in den Partnerstädten: der englischen Domstadt St. Albans, dem französischen Auxerre, dem italienischen Parma und dem israelischen Tiberias.
In einer erneuten Wahl am 1. Oktober 1987 verlor Neuß gegen seinen ehemals gegen ihn unterlegenen Mitkandidaten Gernot Fischer, blieb jedoch von 1989 bis 1999 Mitglied der CDU-Fraktion des Stadtrates. Im Vorstand des Wormser Dombauvereins war er bis 2012 tätig.
Wilhelm Neuß war katholisch, ab 1958 verheiratet mit Margit Neuß, geborene Henlein, und hatte zwei Kinder (Herbert und Barbara).
Als Neuß am 28. April 2015 in Worms starb, folgte eine Trauerfeier im Wormser Dom. Dessen Gestaltung übernahm Propst Tobias Schäfer, dessen Vorgänger Engelbert Prieß und der Wormser Pfarrer Maximilian Wagner. Tobias Schäfer würdigte Neuß als Mensch, den „Geradlinigkeit und Unbestechlichkeit ausgezeichnet hätten“.
Neuß wurde 1984 mit dem Verdienstkreuz am Bande des Verdienstordens der Bundesrepublik Deutschland geehrt.
Seit 1952 war er Mitglied der katholischen Studentenverbindung KDStV Markomannia Würzburg im CV.